# NGC 1251
NGC 1251 је двојна звезда у сазвежђу Кит која се налази на NGC листи објеката дубоког неба.
Деклинација објекта је + 1° 27' 25" а ректасцензија 3h 14m 9,1s. Привидна величина (магнитуда) објекта NGC 1251 износи 13,0.